# Casas de Reina
Casas de Reina är en ort och kommun i Spanien. Den ligger i provinsen Provincia de Badajoz och regionen Extremadura, i den sydvästra delen av landet, 300 km sydväst om huvudstaden Madrid. Antalet invånare är 208.